# 本村隧道

本村隧道（ほんむらずいどう）は、東京都渋谷区本町にあるトンネルである。南側は本町一丁目、北側は本町二丁目および同六丁目に属する。本項では近隣にある本町隧道（ほんまちずいどう）についても述べる。

## 概要
明治維新により時代は江戸から東京へ変遷し、文明開化が叫ばれていた世の中において、1886年（明治19年）に発生したコレラの大流行によって浄水を鉄管でポンプ圧送する近代水道の整備が急務となり、豊多摩郡淀橋町に浄水場が建設されることとなった。
しかしながら、武蔵野台地の尾根線を巧みに引き回して自然の力を利用して流下させていた玉川上水を水源として利用するには、高台に位置していた淀橋町までは既存水路からの導水は不可能であることが判明したため、代田村に和田堀給水所を設けて淀橋浄水場まで導水する玉川上水新水路が建設されることとなった。その玉川上水新水路は地形にかかわらず両区間を直線的に結び、起伏が無いよう土地の低い場所では淀橋浄水場建設で発生した残土を利用した築堤により水路を通したため、南北に分断されることとなった旧・幡ヶ谷村の住民の移動を可能にするために設けられた道路施設である16本の橋と、笹塚隧道や本町隧道とともに建設された3か所のトンネルのうちの1か所である。

## 本村隧道
玉川上水新水路の1892年（明治25年）12月着工後、本村隧道も1893年（明治26年）4月14日に着工し、同年7月20日に竣工したその外観はパルテノン神殿を彷彿とさせる荘厳な造りをしており、全幅は4.5 m、有効高は3.4 mである。
1898年（明治31年）2月に完成した玉川上水新水路は、1923年（大正12年）の関東大震災により築堤の堤防とともに崩落した笹塚隧道の廃止や、現在の和泉給水所付近から淀橋浄水場まで甲州街道直下に新たな導水管を新設したために役目を終えて1937年（昭和12年）の暗渠化と水道道路への転用を経て、道路拡幅による新トンネル建設のため本町隧道も1975年（昭和50年）に廃止されたため、当時の姿で現存するのは本村隧道のみである。
文化財には指定されていないが、土木学会は都道府県指定文化財クラスに相当する現存する重要な土木構造物2800選に選定しており、2020年（令和2年）には渋谷区の文化財とするように求める発言が渋谷区議会であった。

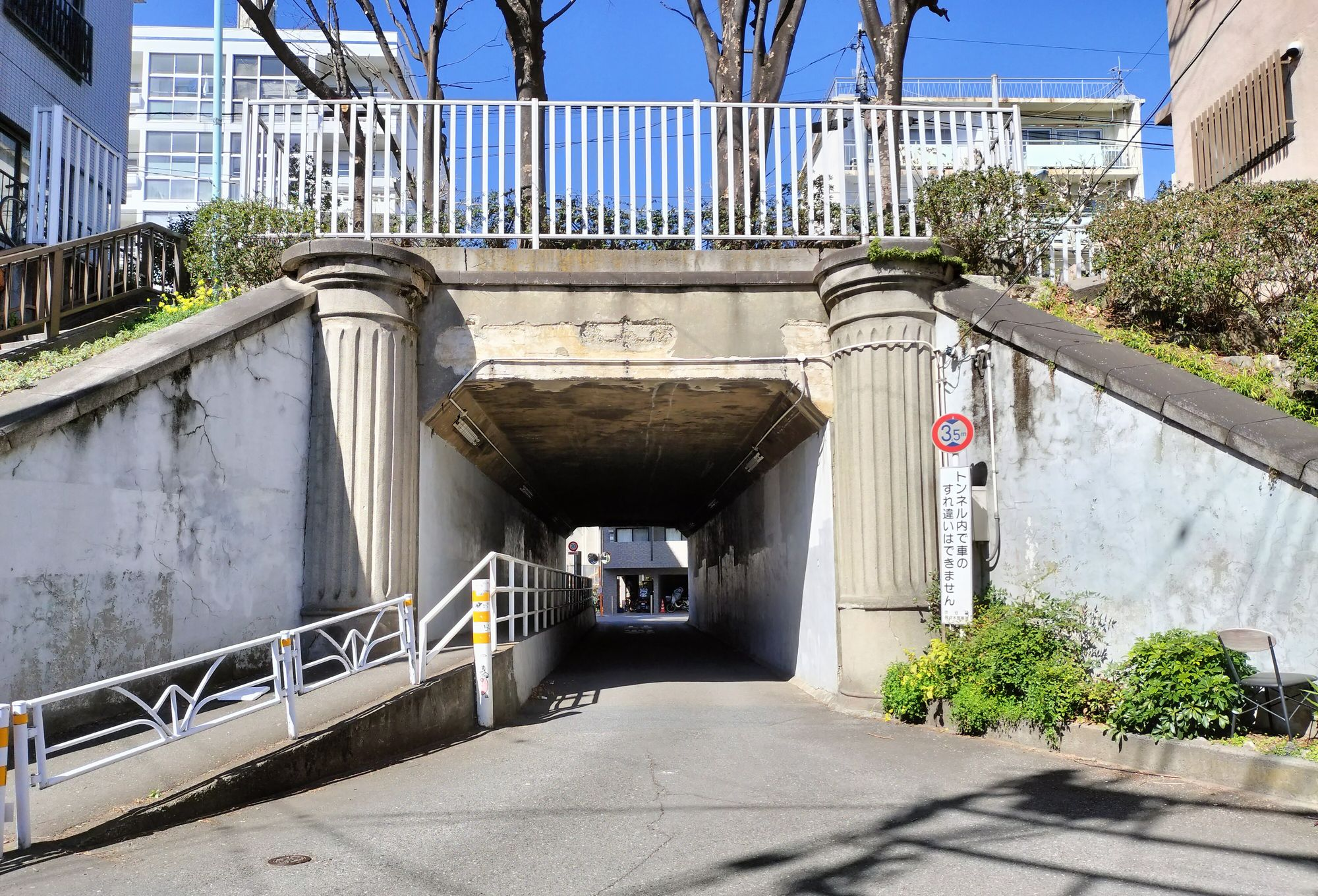
南側
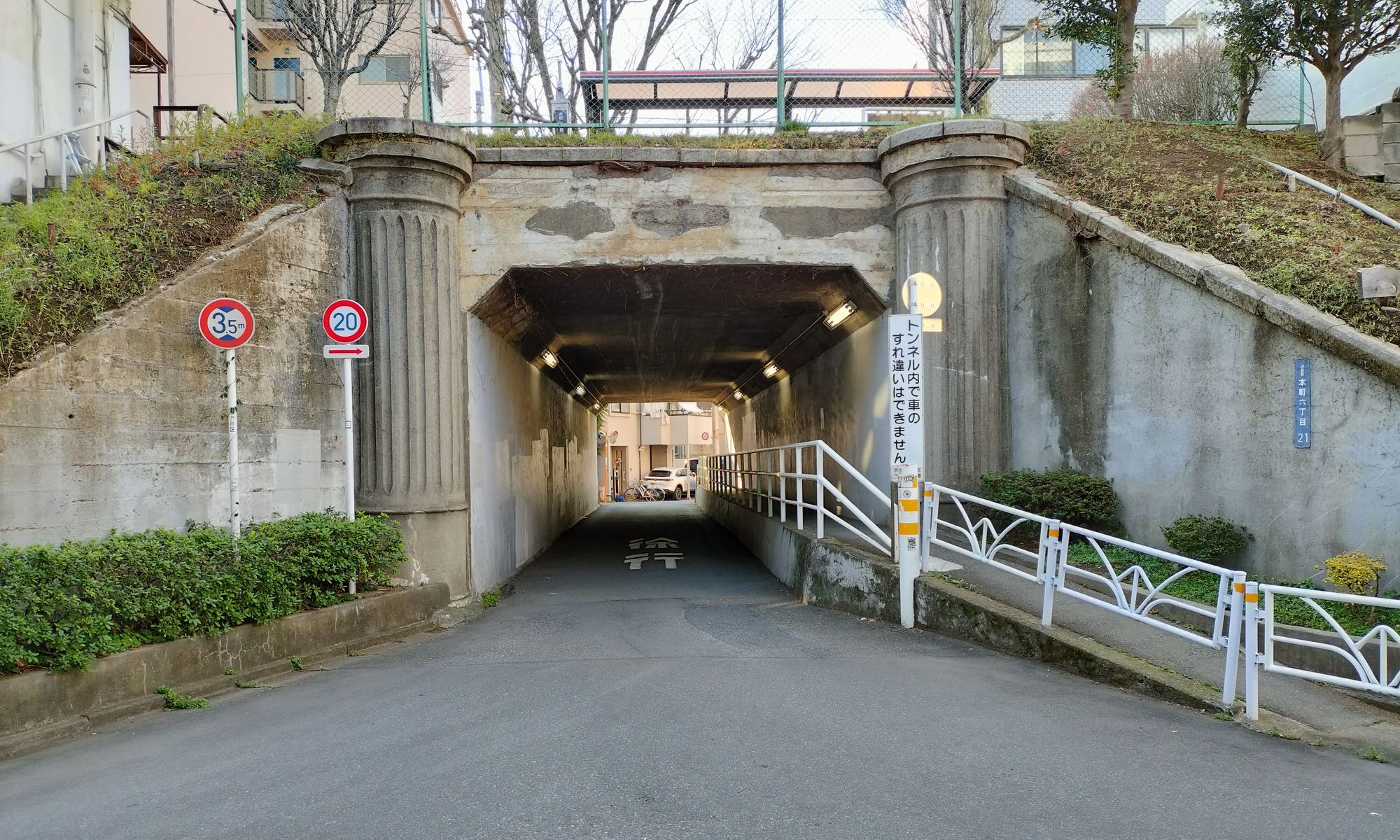
北側
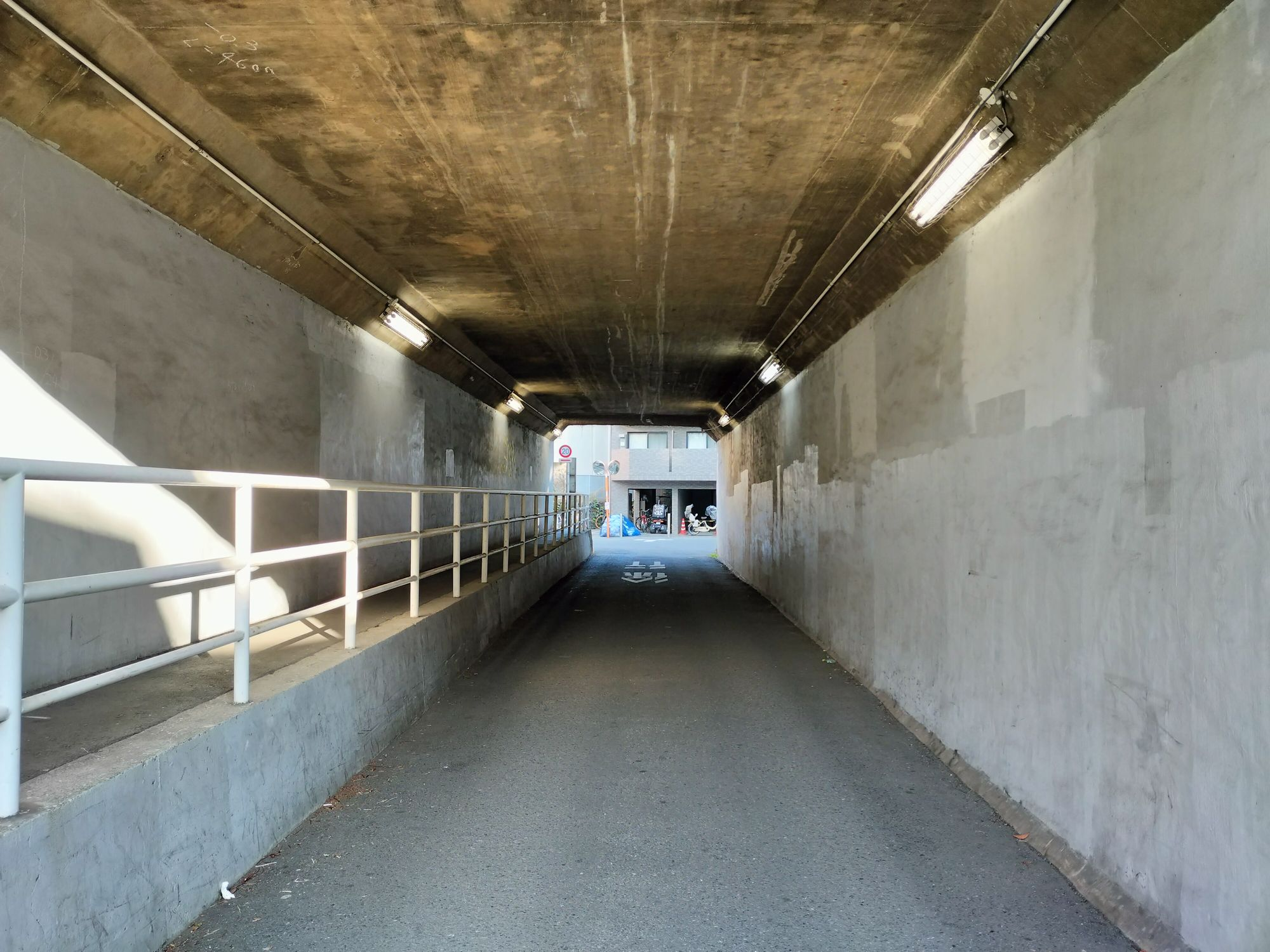
内部

### 関連施設
- 本町一丁目停留所 - 本村隧道の上部にある京王バスやハチ公バスの停留所。
- 渋谷区立本村ずい道公園 - 本村隧道から西へ40mの水道道路南側にある。

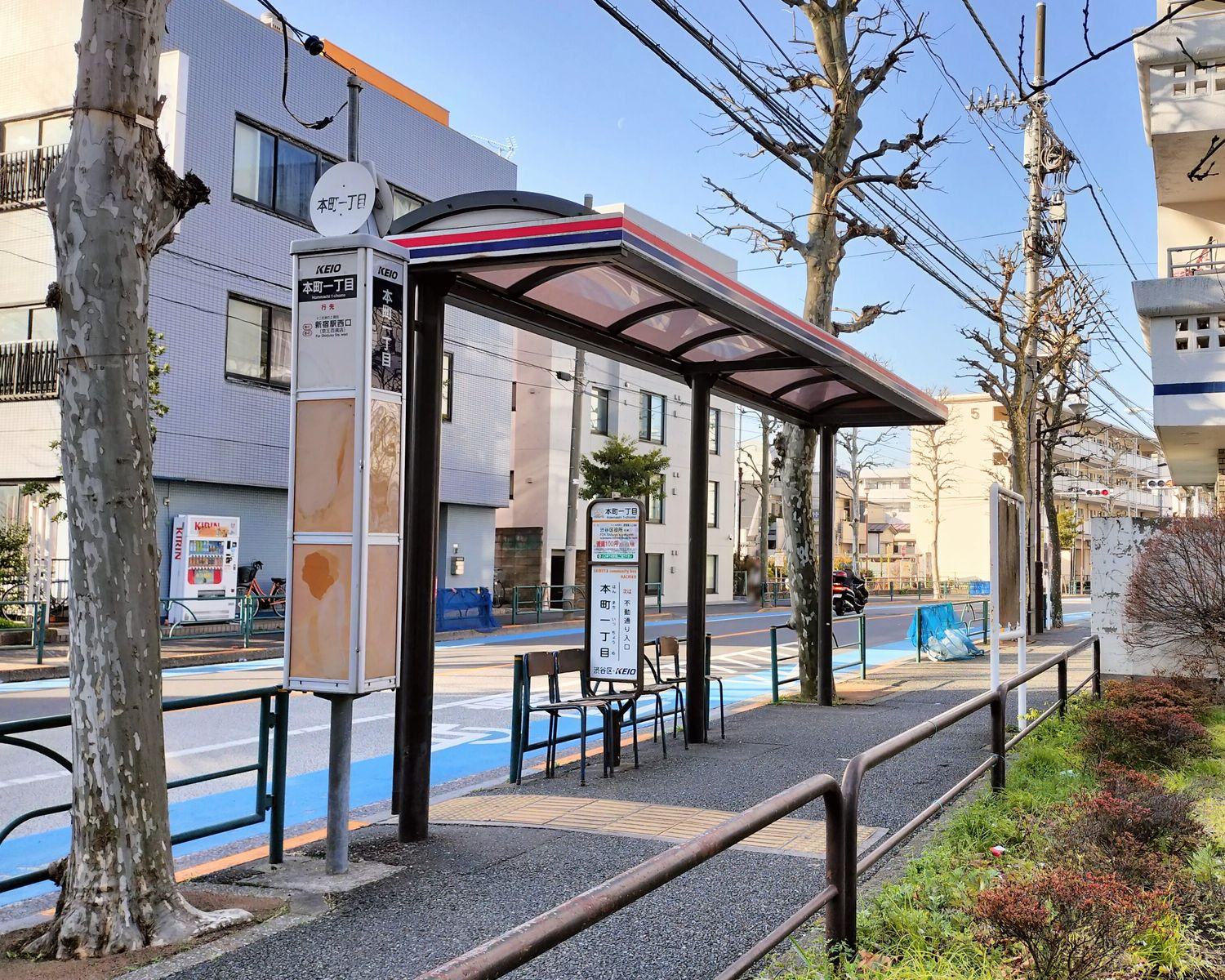
本町一丁目停留所
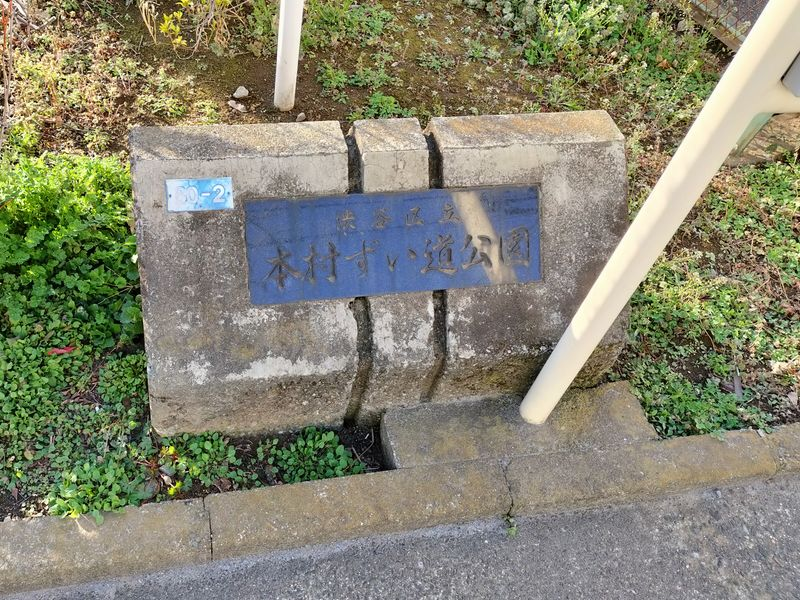
公園名
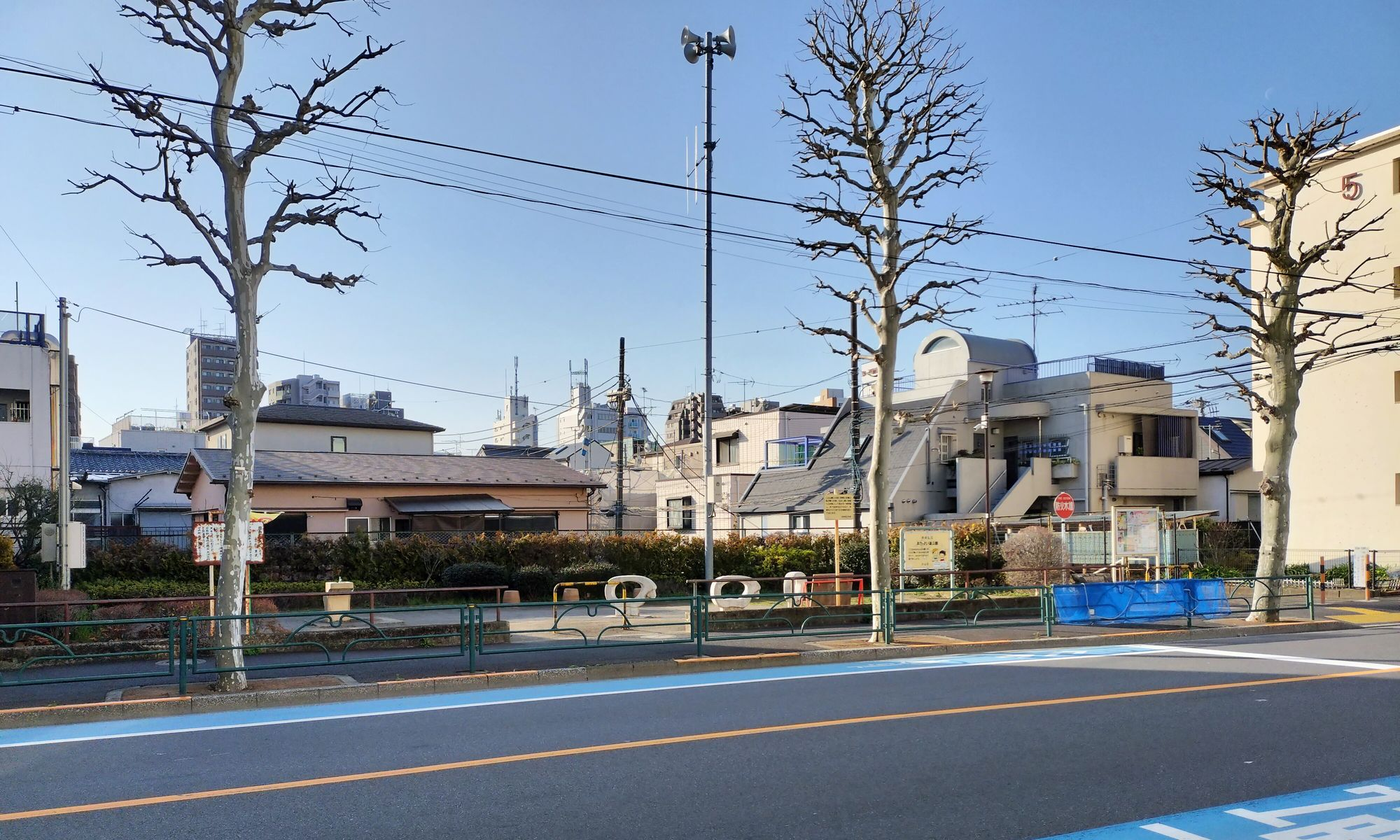
全景
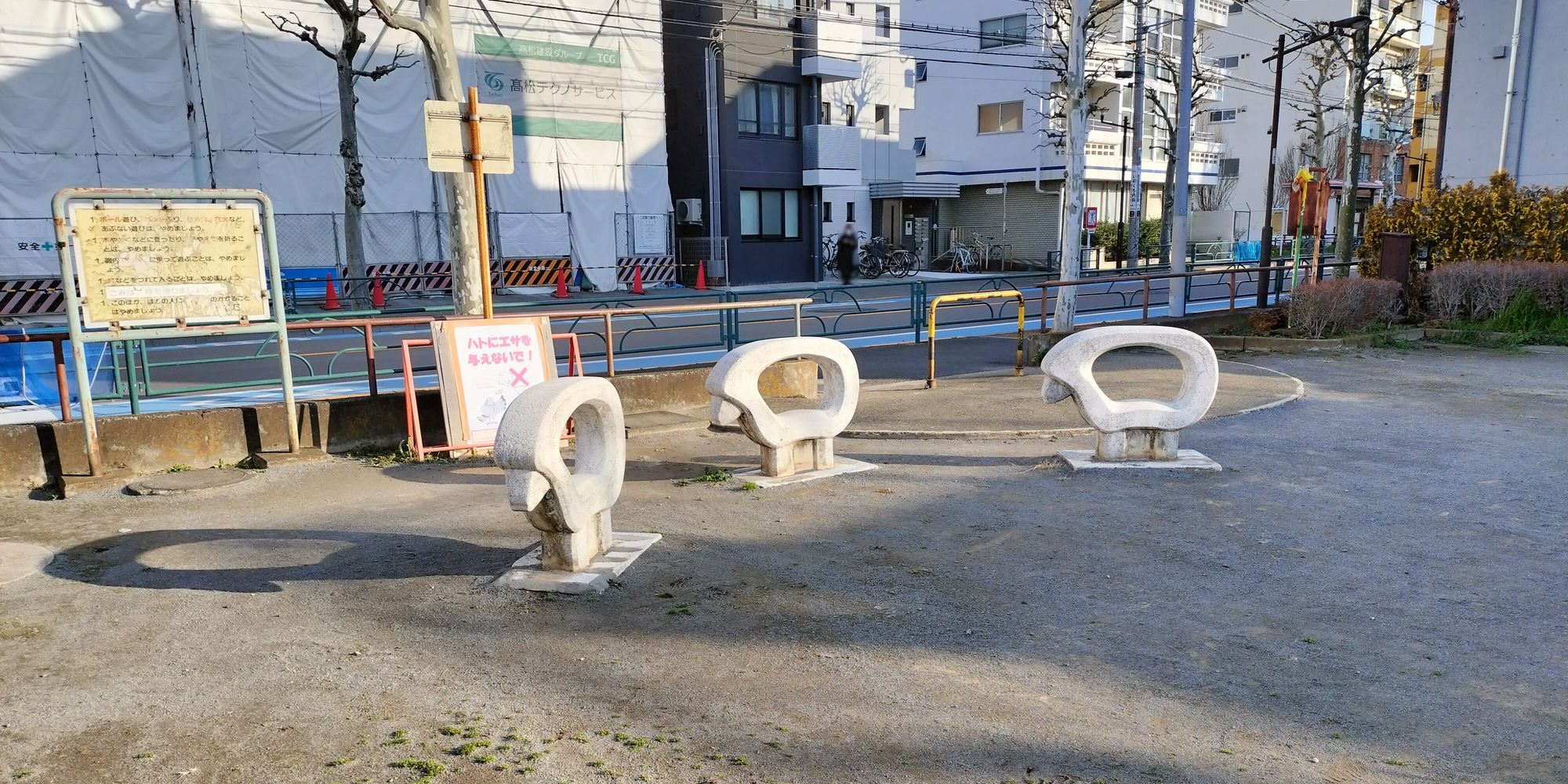
遊具

## 本町隧道
本村隧道から西へ250mの位置にある。「世田ヶ谷道」が通る。

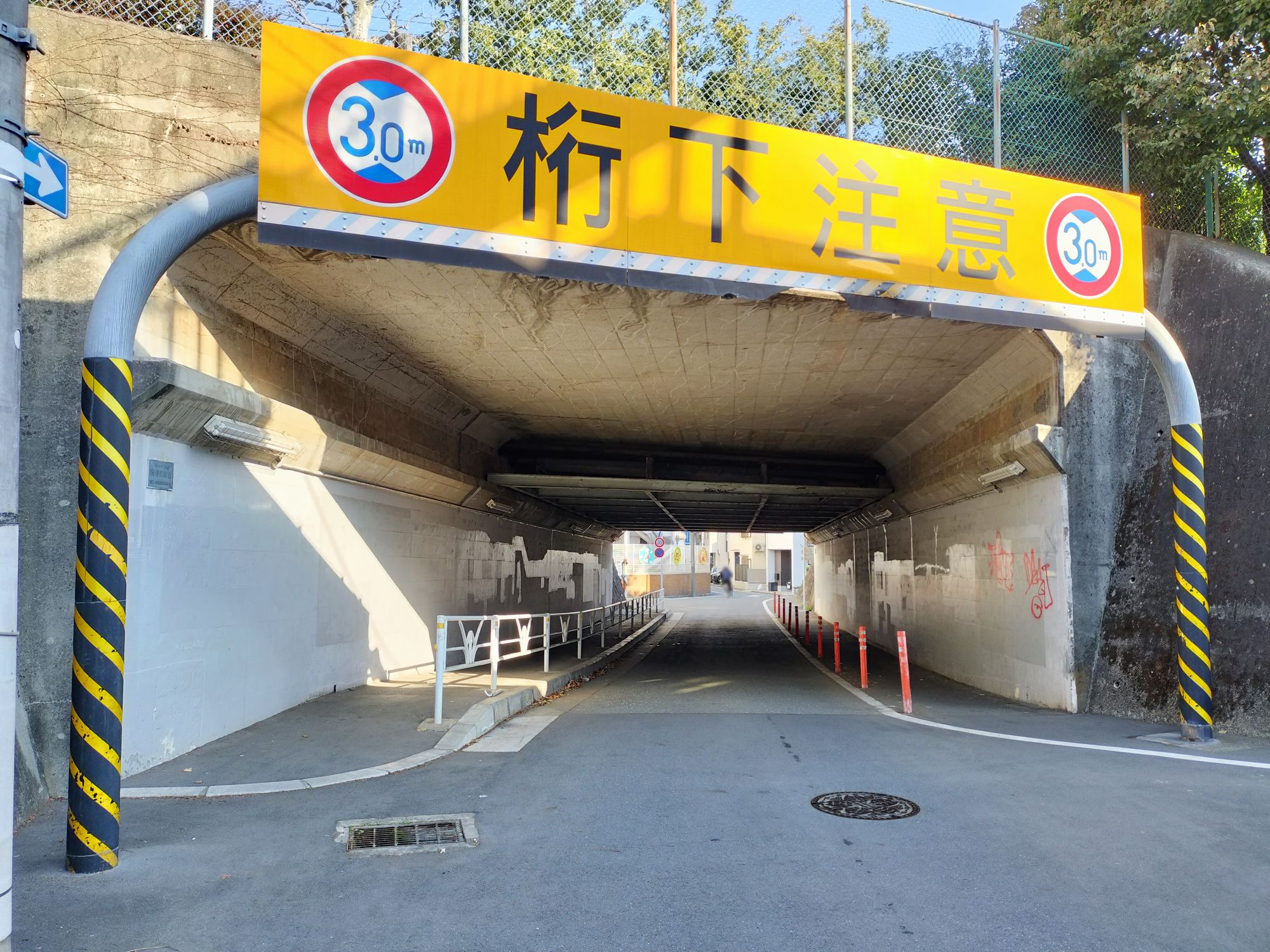
南側
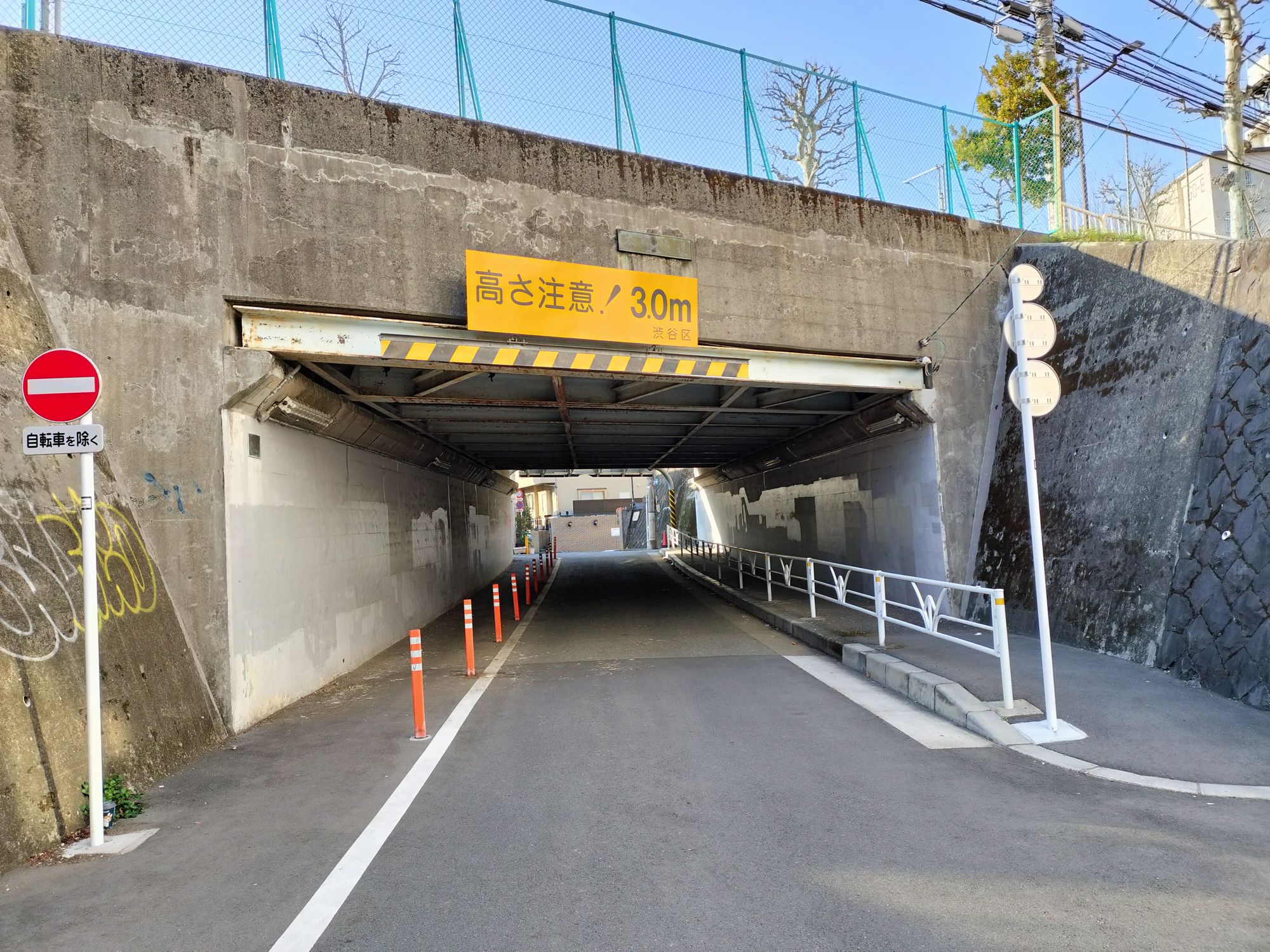
北側
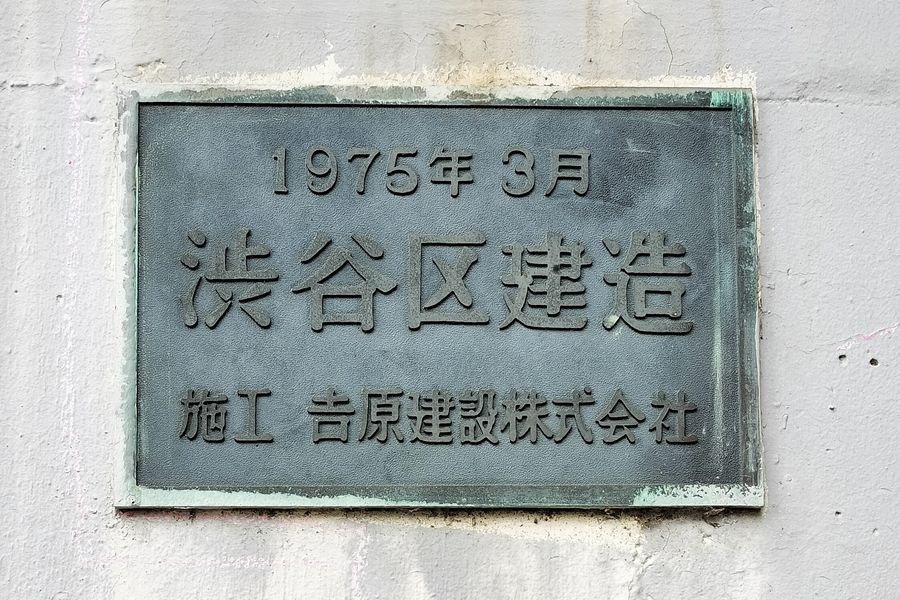
プレート
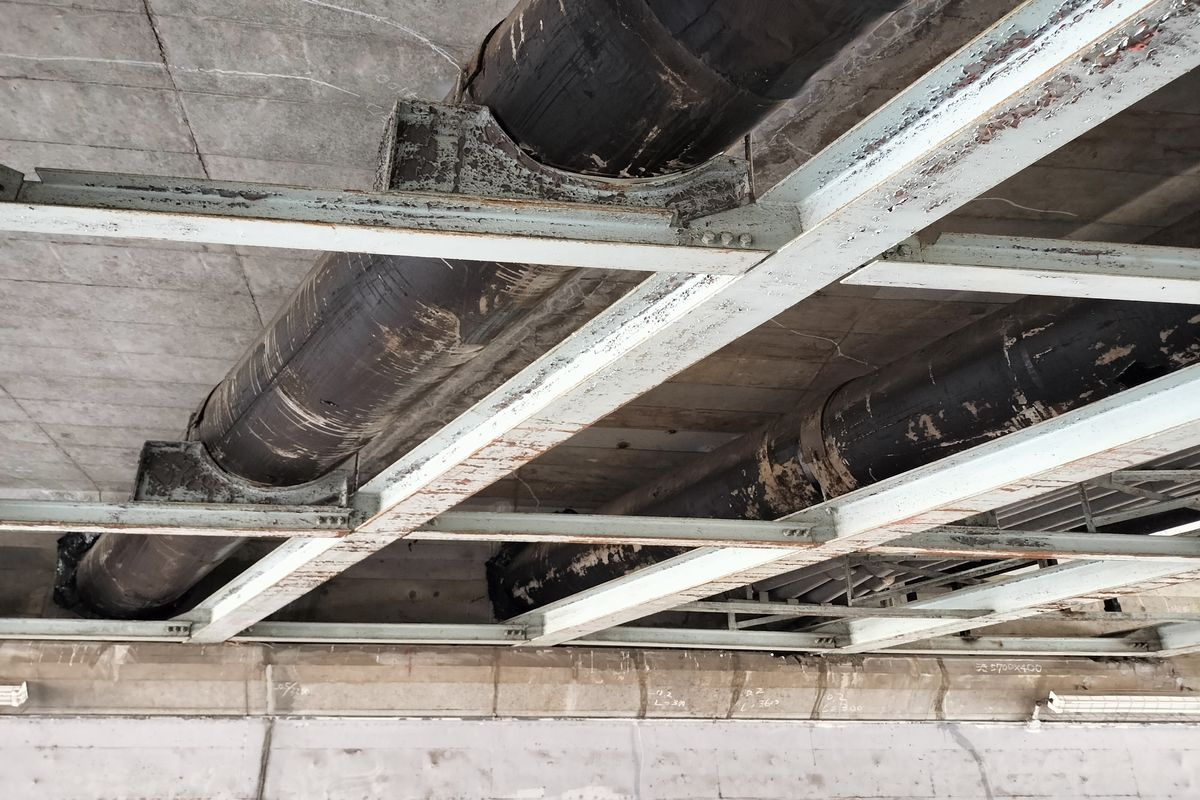
天井部には水道管が通る。

### 関連施設
- 渋谷区立本町ずい道公園 - 本町隧道の南側の上部にある。

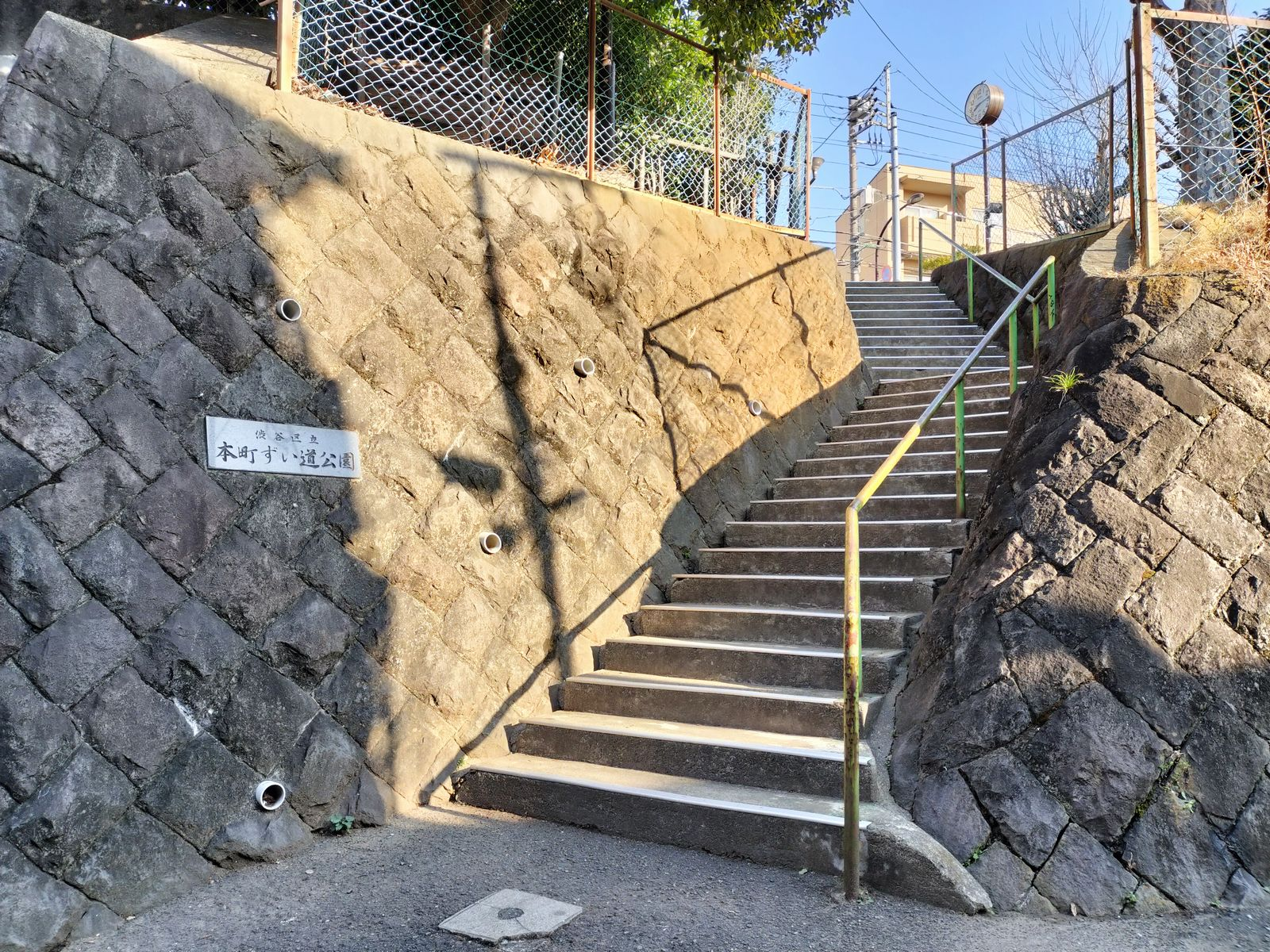
隧道の上下をつなぐ階段
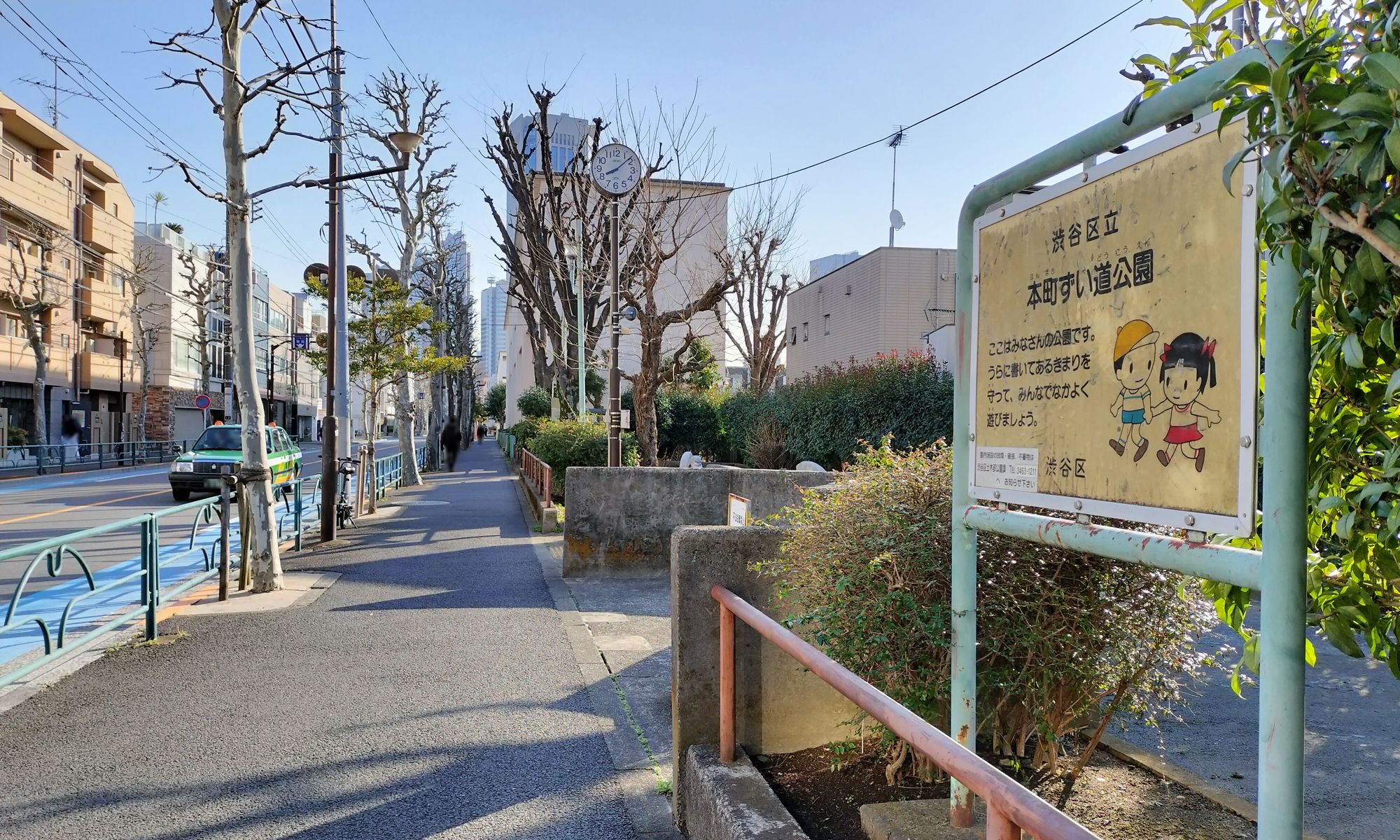
奥が西。
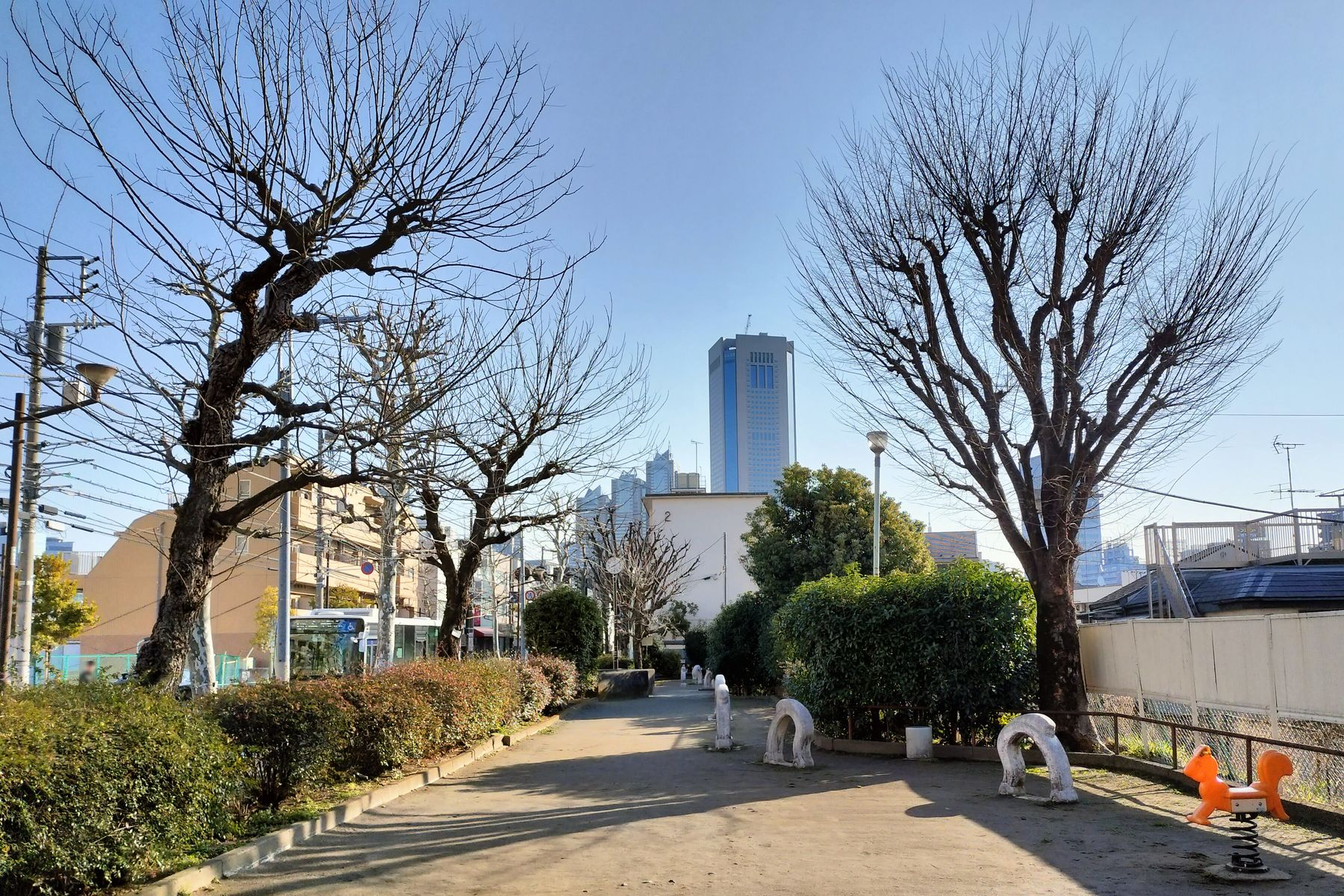
敷地は細長い。